# Соціальна політика Франції
Соціальна політика Франції - система державних заходів, спрямованих на підвищення рівня життя громадян Франції та його якості.

## Головні ознаки системи соціального страхування
Особливістю французької системи соціального захисту є її проміжне становище між двома концептуальними моделями, сформованими західним суспільством. Перша – «беверіджиська» – передбачає державний перерозподіл доходів від багатших до бідних прошарків суспільства шляхом стягування
податків і проведення цільових державних програм. Таким чином, державна соціальна політика охоплює все суспільство і має метою боротьбу з бідністю. Друга – «бісмаркська» модель передбачає фінансування соціальних програм шляхом особливих відрахувань працюючих членів суспільства і поширюється виключно на них. Її мета – подолання матеріальних та соціальних труднощів працюючих. Першу модель можна охарактеризувати як ліберально-солідарну, другу – як консервативно-корпоративну. З часу виникнення французька система соціального захисту визначила свою мету виходячи з «беверіджиської» концепції, а засоби її досягнення мали «бісмаркський» характер.
Французька система соціального захисту населення передбачає перерозподіл доходів бюджету соціального захисту, що формується за рахунок внесків робітників та підприємців, на користь пенсіонерів та малозабезпечених. На початку 90-х рр. XX ст. в більшості країн ця система була серйозно переглянута з метою виправити дисбаланси бюджети соціального забезпечення та вирішити проблеми, пов'язані з демографічною ситуацією, що радикально змінилась.
Французька система соціального захисту відноситься до змішаної моделі – переважно децентралізоване корпоративне управління, але з сильним контролем та помітною фінансовою участю держави. Система соціального захисту являє собою складну систему, яка складається з багаторівневих – державних та професійних, загальних та додаткових, але загальнонаціональних та обов’язкових схем страхування та забезпечення. Про надзвичайну складність системи соціального захисту Франції свідчить, зокрема, устрій пенсійного забезпечення.
Джерелами фінансування національної системи соціального захисту є податкові надходження та внески. Діюча система поширюється на соціальні ризики, пов’язані з втратою працездатності (хвороби, інвалідність, нещасні випадки на робочому місці), безробіттям, професійною перекваліфікацією, бідністю (соціальним виключенням), народженням дітей та доглядом за ними, старістю.

## Історія розвитку

### Виникнення системи соціального захисту
Французька система формувалась під впливом німецького досвіду, але сам процес її створення відбувався повільно. Ще у XIX ст. у Франції активно розвивається рух взаємодопомоги, що до цього часу відіграє помітну роль у політичному житті країни. До 1900 р. у Франції було 13 тис. товариств взаємодопомоги, до яких входило загалом 2,5 млн чол. Рух взаємодопомоги продовжував розвиватись і в перші десятиліття XX ст.: у 1940 р. ним було охоплено майже 10 млн членів.
Наприкінці XIX ст. починається процес формування французької системи соціального страхування, котра відділяється від системи товариств взаємодопомоги. 8 квітня 1898 р. був прийнятий Закон про нещасні випадки на виробництві, котрий зобов'язував працедавця компенсувати робітникам шкоду, що була завдана внаслідок нещасного випадку. Щоб мати можливість здійснити ці виплати, працедавець мав бути застрахованим у приватних страхових компаніях. Створення державного страхування в ті роки не передбачалось.
Першою спробою створити пенсійну схему, засновану на принципі відрахувань, було прийняття у 1910 р. Закону про робітничо-селянські пенсії. Була встановлена єдина ставка відрахувань до фонду, організованого працедавцем, профспілкою, товариством взаємодопомоги, або до національних, регіональних, галузевих фондів, якими керували представники працедавців, робітників та уряду. Однак суперечки з приводу обов'язкового характеру відрахувань не дозволили цій схемі охопити все населення.
Початок системі державного страхування поклав прийнятий в 1930 р. Закон про соціальне страхування. Закон ввів обов’язкове страхування для найманих працівників у промисловості та торгівлі, чий заробіток був нижчим певного рівня. Закон передбачав страхування на випадок хвороби, народження дитини, інвалідності, старості і смерті. На початок Другої світової війни дві третини французів були застраховані на випадок хвороби, при цьому вони могли лікуватись в будь-якому медичному закладі на власний вибір.
В Законі 1930 р. відзначалось, що роботодавець та працівник повинні робити щомісячні внески в розмірі 8 %. Страхування на випадок старості забезпечувало 40 % середньої заробітної плати робітника, який вийшов на пенсію в 60 років після 30 років виплати внесків. Був встановлений регламент виплати допомоги на випадок захворювання, народження дитини, старості або смерті. З 1932 р. виплата сімейної допомоги стала обов’язковою для всіх найманих робітників в промисловості, торгівлі, сільському господарстві та вільних професіях. В 1938 р. ця система стала охоплювати невеликих землевласників.

### Система соціального страхування Четвертої Республіки
Після завершення Другої світової війни продовжувати розвивати довоєнні схеми соціального захисту виявилось неможливим, оскільки кошти різноманітних фондів були втрачені внаслідок військової інфляції. Тож принцип виплат не з фондів, а з поточних відрахувань виявився єдиним можливим рішенням в цій ситуації.
4 жовтня 1945 р. був прийнятий ордонанс про організацію соціального забезпечення. Цей базовий документ був доповнений та конкретизований низкою законодавчих актів, спрямованих на розширення гарантій в сфері соціального страхування, збільшення матеріальної допомоги при нещасних випадках на виробництві та сімейної допомоги, а також на спрощення та демократизацію порядку розгляду суперечок в сфері соціального забезпечення.
Соціальне забезпечення стало центральним інститутом французької системи соціального захисту. В політичному та філософському смислі воно стало ядром нового суспільного договору, що був укладений наприкінці війни та ґрунтувався на ідеї «соціальної демократії». Крім того, нова система відповідала вимогам соціальної справедливості: вона звільняла працівників від невпевненості в завтрашньому дні та закладала стійкі соціально-економічні умови існування.
В економічному плані створення системи соціального забезпечення відповідала логіці кейнсіанської моделі економічного розвитку, яка пов’язує зростання споживання з економічним ростом. В основу французької системи соціального забезпечення закладені чотири принципи: універсальність – соціальне забезпечення покриває всі ризики та поширюється на всі категорії працівників; наявність єдиного режиму; рівні для всіх соціальні внески та виплати; наявність автономної системи управління органами соціального забезпечення.
Задум зі створенням єдиного загальнонаціонального режиму соціального забезпечення не був реалізований. Замість цього виникли окремі схеми для власників дрібних підприємств, для сільськогосподарських робітників, а також тих працівників, соціальне забезпечення яких гарантували щедріші галузеві схеми. Дрібні власники та фермери намагались зберегти свій незалежний статус та не бажали бути асимільованими масою найманих робітників. Результатом їх протестів стало відтермінування приєднання цієї категорії до загальної системи соціального забезпечення та дозвіл на створення своїх окремих пенсійних схем. Закон від 17 січня 1948 р. закріпив створення окремих режимів пенсійного забезпечення для фермерів, ремісників та власників дрібних підприємств.
Представники деяких професій – наприклад, державні службовці, шахтарі та залізничники – на той час вже мали власні схеми соціального забезпечення, часто набагато привабливіші, ніж загальний режим: пенсії в них в цілому були вищими, а пенсійний вік – нижчим, ніж загалом в країні. Ордонанс від 4 жовтня 1945 р. дозволяв тимчасове існування цих сепаратних пенсійних схем. Насправді виявилось, що тимчасовий статус затягнувся, і багато які з цих схем існують до нашого часу. Державні службовці також були незадоволені загальним режимом. Вони заснували власну профспілку та організували перший після Другої світової війни загальнонаціональний страйк проти зрівняльної системи. Результатом боротьби став компроміс: чиновники зобов'язувались приєднатись до загального режиму та робити певні відрахування зі своїх зарплат до певного рівня. Натомість вони отримали право створювати власні пенсійні схеми.
Таким чином, загальний режим розповсюджувався на найманих робітників (протягом наступних п’ятнадцяти років спеціальні закони поширили загальну схему соціального забезпечення також на студентів, кадрових військових, інвалідів, вдів та сиріт війни). В 1948-1956 рр. було прийнято низку законодавчих актів, які встановлювали спеціальні режими страхування на випадок старості для різних професійних груп (осіб, зайнятих в сільському господарстві, ремісників, комерсантів, інженерів, управлінців, нотаріусів, лікарів, фармацевтів, архітекторів).
Конституція Четвертої Республіки, що була прийнята 27 жовтня 1946 року, гарантувала кожній людині за будь-яких обставин необхідні засоби існування. Преамбула Конституції містила перелік соціально-економічних прав: право на працю, відпочинок та матеріальне забезпечення у випадку непрацездатності, право на всезагальну безкоштовну світську освіту та ін. Концепція «соціальної держави», таким чином, була піднесена на рівень конституційного принципу.
В 1956 р. проведена кодифікація соціального права, яка стала основою для подальшого розвитку системи соціального захисту. Парламентом був прийнятий Кодекс законів про соціальне забезпечення, який законодавчо закріпив організаційні основи нової системи, її базову схему та визначив правила створення додаткових схем, що забезпечували б додаткові пенсійні та медичні пільги. Подібні схеми створювались шляхом укладення угоди між компанією або національним союзом роботодавців з одного боку та профспілками з іншого та ратифікації відповідного рішення більшістю зацікавлених осіб. Міністерство соціальної політики мало право поширити цю угоду на всі компанії галузі або на всі компанії, що працюють у Франції.

### Соціальна політика П'ятої Республіки
Конституція П’ятої Республіки 1958 року залишила в силі преамбулу попередньої Конституції, підтвердивши юридичну та політичну значимість соціальних прав (хоча дискусії про правовий характер подібних прав не припинялись в середовищі юридичної спільноти ще довго). В сприятливі для економіки 1960-70-ті рр. відбувалось масштабне розширення соціальних гарантій. Окрім базового пенсійного забезпечення на працююче населення були розповсюджені додаткові пенсійні режими. Вони запроваджувались в межах колективних угод – Асоціації режимів додаткових пенсій, які охопили всіх найманих робітників, та Всезагальні асоціації пенсійних установ, що визначали виплати керівникам установ.
Створені профспілками та об’єднаннями роботодавців Національний союз сприяння зайнятості в промисловості та торгівлі та Союз сприяння зайнятості в промисловості та торгівлі страхували від ризиків, пов’язаних з безробіттям. Інтенсивно розвивалась система державного медичного страхування та професійно-галузевих страхових режимів. Сформувалась система підтримки сім’ї, яка передбачала значну фінансову допомогу та надання соціальних послуг.

### Реформи соціального забезпечення 1990-х - 2000-х рр.
Енергетична криза 70-х рр. та структурна перебудова економіки у 80-х рр. продемонстрували слабкі сторони системи соціального забезпечення, що склалась, насамперед великі затрати на неї. На початку 90-х рр. темпи розвитку економіки Франції уповільнились. Зберігався високий рівень безробіття, збільшувалась її середня тривалість. Державний борг у 1996 р. склав 100% ВВП.

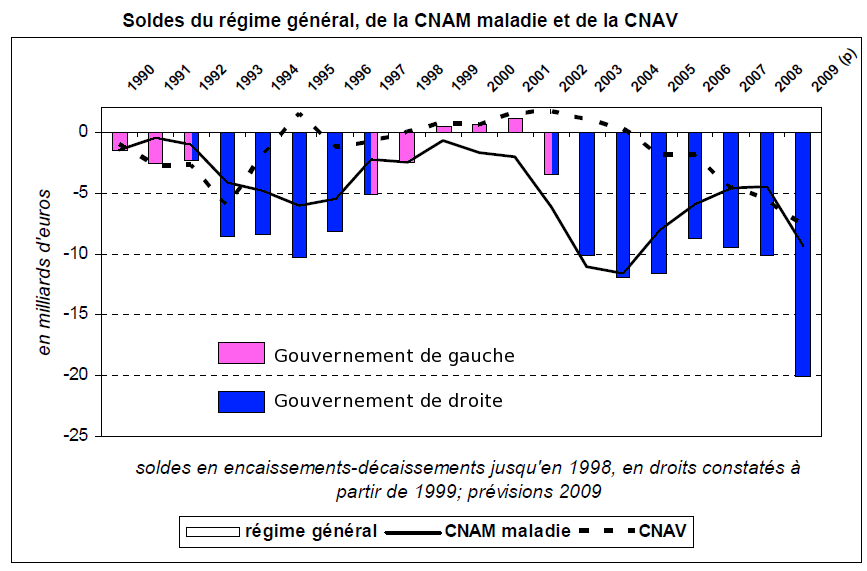
Дефіцит бюджету соціального забезпечення у 1990-х - 2000-х рр.

У зв'язку з цим прискорилось зростання дефіциту бюджету соціального забезпечення. Це стимулювалось збільшенням кількості осіб, охоплених різними соціальними програмами. Велике значення мали й демографічні фактори: скорочувалась народжуваність, збільшилась середня тривалість життя населення. Згідно з відомостями Національного інституту статистики та економічних досліджень, у 90-х рр. вже три чверті французьких родин користувались допомогою держави. При цьому постійно зростали суми практично всіх видів соціальної допомоги.. За період з 1970 до 1997 рр. вони зросли на 16,1%.Серед соціальних видатків у 1996 р. більшу частину складали пенсії за старістю (43,5%), допомога на випадок хвороби (24,8%), родинні виплати (5,9%).
Набір проблем, притаманний всім системам добробуту Західної Європи, змусив Францію у 1990-х рр. розпочати модернізацію соціальної системи держави. Оскільки надходження в бюджет, джерелом яких в основному є податок з доходів, недостатні, то в 1991 році був введений загальний соціальний внесок, а в 1996 році – внесок на погашення соціальної заборгованості. Завдяки цим заходам збільшився обсяг зборів з інших видів доходів. Таким чином, обсяг коштів від стягнення податку з доходів склав тільки 66,5% від доходів соціального страхування.
Важливим кроком стало прийняття в червні 1999 р. Закону про всезагальне медичне страхування, який набрав чинності 1 січня 2000 р. Згідно з законом, право на медичне страхування отримали всі постійні мешканці Франції. При цьому ті, в кого дохід нижче певного рівня (сьогодні до них належать 1,8% населення), страхуються безкоштовно. Замість колишньої системи індивідуального страхування, в якій внески за малозабезпечених сплачували генеральні ради (в різних департаментах право на таку допомогу визначалось різним рівнем доходу), було введено новий порядок, в основі якого – право на медичне страхування та принцип забезпечення соціального захисту шляхом соціального страхування, а не надання державної допомоги. Закон про всезагальне медичне страхування завершив перехід від медичного страхування за місцем роботи до всезагального медичного страхування.
Однак в цілому, реформування французької системи соціального захисту, якому ще далеко до завершення, проходило болісно і без особливих успіхів. Практично всі плани уряду викликають масові акції протесту. Зокрема, маніфестації проти «плану Жуппе» в 1995 році (проект пенсійного забезпечення державних службовців) стали найчисельнішими з 1968 р., паралізували Париж на декілька тижнів, але не допустили запровадження змін. Ще масштабніші страйки та мітинги проти пенсійних реформ Раффарена 2003-2004 рр., однак, не змогли зупинити уряд: закон був прийнятий.
У жовтні 2010 р. французький уряд здійснив спробу реформувати пенсійне законодавство. До того французи виходили на пенсію в 60 років, якщо вони платили пенсійні відрахування протягом 40,5 роки, і в 65 років, якщо платили відрахування менше цього терміну. Уряд запланував підвищити планку, відповідно, до 62 і 67 років. Крім того, необхідний термін виплати відрахувань до 2018 року становитиме 42 роки. Попри те, що проект реформи викликав хвилю протестів по всій країні, він був схвалений двома палатами Парламенту та підписаний Президентом Ніколя Саркозі.
Варто особливо відзначити, що у Франції реформування соціальних структур захисту населення супроводжувалось посиленням впливу державної влади на управління всієї системи соціального захисту, що різко виділяло її серед провідних країн Європи, оскільки в цей період в європейській суспільній думці міцнішала ідея скорочення надмірної регулюючої ролі держави і все більша кількість французьких вчених та громадських діячів підтримувало її. Однак ідея обмеження ролі держави, на думку багатьох з них, не означає цілковиту відмову від контролюючих функцій держави, що базуються на законі. Так, професор Університету Париж-ІХ, ультраліберал, колишній радник міністра економіки і фінансів А. Лепаж зазначає, що роль держави є наслідком історичного розвитку. На його думку, безперечно треба зміцнювати ринкові механізми в організації охорони здоров'я, пенсійного забезпечення тощо, але робити це поступово.

## Сучасний стан системи соціального забезпечення Франції

### Охорона здоров'я
Всі мешканці Франції, навіть злидарі, мають право на страховий мінімум медичних послуг. Медичне страхування є обов'язковим та оплачується робітником (1/4) та працедавцем (3/4). Вибір лікаря або кліники є особистою справою пацієнта. Варто відмітити, що, згідно з оцінкою Всесвітньої організації охорони здоров'я, Франція перебуває на першому місці у списку зі 191 країни за загальним рівнем охорони здоров'я. Лише 0,1% населення країни не охоплено загальним медичним страхуванням.
Французька система медичного страхування заснована на принципі значної компенсації у випадку будь-якої медичної проблеми та повної компенсації у випадку важкого захворювання. За умов стандартних розцінок компенсується 80% вартості лікування та від 80 до 40% вартості ліків, в залежності від ступеню їх медичної необхідності. Необов'язкові ліки не оплачуються. Звичайна вартість візита до лікаря становить 20 євро, але може бути вищою в залежності від кваліфікації лікаря. У випадку важкого захворювання, включно з хворобами, пов'язаними зі старістю, страхування покриває 100% вартості лікування та ліків. «Carte vitale», таким чином, слугує практично грошовим еквівалентом. Ліки, які виписуються лікарем, зазвичай можливо без проблем купити в будь-якій французькій аптеці.
Управління системою медичного страхування здійснюється за принципом паритету: кожне регіональне відділення ("каса") має свою керівну раду, що складається з представників профспілок та спілок працедавців у співвідношенні 50/50. У випадку суперечностей держава виступає арбітром. Приватні внески пацієнтів дуже обмежені, фінансування має переважно суспільний характер.

### Пенсійне забезпечення
Пенсійна система складається з 5 підсистем: 1) базові режими для найманих робітників; 2) додаткові режими; 3) спеціальні режими для окремих категорій зайнятих; 4) базові режими для ненайманих робітників; 5) додаткові (факультативні) режими. Кожна з них має свою специфіку, що проявляється у фінансуванні, віці виходу на пенсію, тривалості страхового стажу для отримання повної пенсії, а також методиці вирахування розміру пенсії.
Базові режими є головними в національній системі соціального страхування. Вони діють за єдиною методикою пенсійного забезпечення осіб, зайнятих в промисловості та торгівлі. За однією схемою функціонують як Національна каса страхування на випадок старості, так і Центральна каса ззаємного страхування у сільському господарстві - для сільських найманих працівників.
Фінансування базового режиму здійснюється головним чином за рахунок соціальних внесків підприємців (8,2% від фонду заробітної плати) та найманих працівників (7,6% від зарплати). Крім цих внесків, кошти на забезпечення базового режиму складаються зі спеціальних соціальних внесків, встановлених для окремих категорій - лікарів, журналістів, артистів тощо, а також трансферти, які надходять зі спеціального фонду страхування за старістю. Частину коштів складають відсотки від розміщення вільних фінансових ресурсів, яке здійснюється Центральним агентством установ соціального страхування.
Система перерозподілу теоретично означає, що пенсії колишніх працівників залежать від відрахувань нинішніх робітників, тобто тих, хто працює сьогодні та отримує зарплату в тій же компанії, галузі чи країні загалом. Щорічно загальна сума сплачених пенсій складається з загальної суми отриманих відрахувань, поділеної між всіма пенсіонерами пропорційно призначеній кожному частці. А загальна сума відрахувань, в свою чергу, залежить від ставки відрахувань, розмір якої визначається колективною угодою.
Особливістю пенсійної системи Франції залишається висока норма заміщення, тобто великий розмір пенсії в порівнянні з попередньою зарплатнею. В середньому норма заміщення всіх видів пенсій становить 78% для чоловіків та 72% для жінок. У випадку, коли зарплата була нижче певного рівня, розмір пенсії встановлюється за пільговим коефіцієнтом. Ця риса пенсійної системи отримала назву "соціал-демократичного шедевру". Існуючий метод розрахунку пенсій (за наявності встановленого страхового стажу та віку виходу на пенсію) дозволяє пенсіонерам зберегти попередній рівень життя.

### Система підтримки родини
Фінансування сімейних допомог здійснюється переважно за рахунок підприємств, внески яких починаючи з 1990 року розраховуються з усього фонду виплаченої заробітної плати. Ці внески, а також частка держави, перерозподіляються Національною касою сімейних допомог, а також допомог цільового характеру,
наприклад, на оплату житла і працевлаштування.
Система підтримки родини гарантує фінансову допомогу всім французьким родинам незалежно віх їх статків, а також додаткові послуги, наприклад, оплата дитсадків та канікулярних центрів (відповідно до прибутків). Родина, що очікує на дитину, отримує близько 2 тис. євро, які виплачуються в три етапи (перші дві виплати відбуваються після обов'язкового відвідування жінкою лікаря, третя - після народження дитини). До моменту досягнення дитиною 20 років родина отримує на нього щомісячну допомогу (близько 100 євро на кожного з двох чи більше дітей).

### Допомога з безробіття
Допомоги по безробіттю виплачуються особам, які втратили роботу через Національний міжпрофесійний торгово-промисловий центр зайнятості (ЮНЕДІК) (Union Nationale interprofessionnelle pour Emploi Dans l'lndustrie et le Commerce UNEDIC). Виплаті допомоги з безробіття у Франції передує період очікування, що становить три дні.
Є категорія безробітних, що не мають права на пряму матеріальну допомогу, оскільки вони не працювали і не робили відрахувань у страхові фонди. Щодо таких осіб застосовуються виплата допомоги на працевлаштування. Ця допомога призначена для сприяння в пошуках роботи чи повернення до неї, що
надає цій допомозі новаторський соціальний характер. Допомога фінансується переважно державою і розподіляється через каси сімейних допомог.